# Apagón de Argentina, Paraguay y Uruguay de 2019
El apagón eléctrico de Argentina, Paraguay, y Uruguay de 2019 fue un conjunto de cortes del suministro de energía eléctrica producido el 16 de junio de 2019 que afectaron gran parte del territorio de esos países.
El apagón fue causado por un error operativo de Transener, al dejar fuera de servicio la línea de alta tensión Colonia Elía - Campana para reparar la torre 412, que estaba siendo erosionada por el Río Paraná Guazú. La compañía hizo un bypass con otra línea para estas tareas, modificando la arquitectura de la red, pero omitió reflejar estos cambios en la configuración del sistema Desconexión Automática de Generación (DAG), ocasionando, tras un cortocircuito, la pérdida de sincronismo de las centrales, desbalances y baja en la frecuencia en el sistema interconectado.
En Uruguay hubo un colapso eléctrico total y en Argentina, la única provincia no afectada fue Tierra del Fuego, mientras el pueblo de Ticino (Córdoba) pudo sobreponerse gracias a que genera su propia energía mediante biomasacomo así también el pueblo salteño Los Toldos debido a que tiene su propia usina eléctrica. Por su parte, Paraguay sufrió un corte de unos 20 MW del circuito alimentado por Yacyretá y repuso con energía generada por Itaipú. También afectó el sur de Brasil, donde hubo una sobre frecuencia por el desenganche de la conversora instalada en Garabí, pero no tuvo consecuencias y no se identificó un impacto. Algunos medios de comunicación habían informado que el apagón también había afectado a Chile, pero el coordinador del Sistema Eléctrico Nacional de dicho país negó que esto se hubiera producido.

## Comienzo
El domingo 16 de junio, a las 7:06, la Argentina se quedó a oscuras en un apagón de dimensiones históricas: el apagón eléctrico afectó a todo el país y a cuatro naciones vecinas tras una falla en la empresa Transener.
En cuestión de 30 segundos, el corte de electricidad afectó a más de 50 millones de personas en el continente.

## Contexto
Al momento de producirse el apagón Argentina lleva en un proceso de aumento de tarifas. El 14 de julio de 2016 se produjo un aumento en las tarifa del gas, combustibles, agua y energía eléctrica que habían superado el 1000 %, y llegando al 2000 % por ciento y en caso de la electricidad con aumentos tarifarios del 3000 al 4500 por ciento.

Entre diciembre de 2015 y 2019, durante el régimen de Mauricio Macri las tarifas de electricidad en Argentina subieron alrededor del 5000 %. En paralelo al tarifazo entre 2016 y 2019, durante gobierno de Mauricio Macri, se firmaron contratos de generación de energía en dólares que fueron la causa de los tarifazos. Varios fueron  con empresas con vínculos con el macrismo como Central Puerto de la familia Caputo, la otra  Pampa Energía de Marcelo Midlin testaferro del presidente que se constituyeron como las más grandes empresas del sector energético a través de estructuras locales que tienen terminales en off shore en otros países. El 70 % de la electricidad de Argentina es producto de contratos que se firmaron entre 2016 y 2019. Las tasas de rentabilidad para fichas empresas privadas ligadas al gobierno que se firmaron durante el macrismo son del 85% y 95%, casi una ganancia 100% en dólares anual perjudicando a los consumidores.Investigadores, organizaciones de consumidores, diversos especialistas, el Ente Regulador y los gobiernos de los territorios en los que actúan, han cuestionado a las empresas eléctricas privatizadas por destinar a la inversión fondos insuficientes para alcanzar los estándares comprometidos en las concesiones.
Pese al aumento de tarifas de hasta 4000 por ciento
en el período 2016-2019, las inversiones eléctricas disminuyeron con respecto al año 2015, pese a que las cuatro empresas eléctricas más importantes del país (Edesur, Edenor, Edelap y Edea) aumentaron sus tarifas y sus ganancias fueron récord. Parte de los subsidios fue recortada, en 2020 se iniciaron causas penales por el desvío de fondos públicos por parte del empresario y ministro Nicolás Caputo que habría desviado 2700 millones de pesos a la compra de la Central Costanera.
Un mes después de su asunción el presidente Mauricio Macri transfirió acciones de la principal transportadora eléctrica a una empresa de su propia familia
de la transportadora de la energía que produce Yacyretá. Yacylec conecta la represa Yacyretá con el Sistema Argentino de Interconexión (SADI) donde se originó la falla que llevó al colapso total energético en el país, extendiéndose a países vecinos.Yacilec había sido noticia hace pocos meses antes porque sus dueños Sideco Americana, del Grupo Macri se negaban a pagar impuestos que adeudan desde hace 14 años.En 2019 fue imputado penalmente junto al expresidente Mauricio Macri, y Javier Iguacel por venta de centrales públicas de energía  durante su gobierno y de las usinas de Ensenada de Barragán y Brigadier López  a precio vil con el objetivo de favorecer a empresas energéticas de la familia Macri. La investigación sobre los funcionarios surgió a raíz de la maniobra para intentar privatizar vía decreto centrales estatales. La central Ensenada de Barragán, se intento privatizar a la empresa Central Puerto, empresa propiedad Nicky Caputo amigo del presidente Macri y financista de la campaña. En Brigadier López, preclasificó solamente Central Puerto. Caputo era íntimo amigo de Macri y fueron socios de varios negociados. La central de Ensenada de Barragán fue tasada por el Estado en 305,9 millones de dólares y privatizada por  229 millones de dólares, Brigadier López fue valuada en 207 millones de dólares y privatizada por 155 millones de dólares y vendida a Socma.
La red troncal del SADI está bajo operación de la empresa Transener, controlada por Citelec que, a su vez, en un 50% está en manos de la compañía Pampa Energía, del empresario Marcelo Mindlin, uno de los principales aportantes a la campaña de Mauricio Macri en 2015. Meses antes se habían producido una serie de apagones en diferentes puntos del país.
En junio de 2018 tras una serie de cortes de electricidad organizaciones de consumidores y diversos especialistas han cuestionado a las empresas eléctricas privatizadas por falta de inversión y destinar fondos insuficientes en el mantenimiento de la red eléctrica.
entre 2016 y 2019, las boletas de Edenor subieron entre un 2 mil y un 3 mil por ciento. Una investigación del ENRE, concluyó que en el período 2016-2019, las inversiones eléctricas disminuyeron con respecto a 2015, pese a que las cuatro empresas eléctricas más importantes del país (Edesur, Edenor, Edelap y Edea) y su distribuidora Transener aumentaron sus tarifas entre un 3600% y un 4100%.

## Sucesos
El apagón de electricidad que afectó a todo el territorio argentino (excepto Tierra del Fuego) y al Uruguay empezó a las 07:06 (UTC-3) del domingo 16 de junio de 2019.Una de las principales causas del apagón junto con la falta de inversiones por parte de las empresas privadas concesionarias fue el sobrecargo de la línea Yacyretá. Una serie de falla provocó el mayor apagón en la historia de Argentina conocido como el "apagón del siglo" porque fue tan generalizado que se extendió desde el territorio de Argentina hasta Brasil y Uruguay, afectando a 50 millones de personas. La falla inicial se produjo en el corredor litoral que estaba trayendo energía de Yacyretá, Salto Grande a través de dos líneas eléctricas. Cammesa en un informe preliminar, admitió que la tercera línea estaba desconectada desde el 18 de abril. Pese a ello, el gobierno de Cambiemos e incrementó su uso para reducir costos sobrecargando un corredor que ya venía debilitado debido a problemas de saturación. cuando se produjo la falla, el corredor se desestabilizó rápidamente y desencadenó una reacción en cadena.Días antes diferentes técnicos habían advertido la situación pero el gobierno Mauricio Macri ni la empresa tomaron recaudos especiales para evitar un incidente, ignorando las advertencias recargaron el corredor por los menores costos que les implicaba.
Transener se encontraba realizando tareas de mantenimiento en la línea de 500 KV Colonia Elía - Campana para reparar la torre 412, que estaba siendo erosionada por una crecida del Río Paraná Guazú. se  realizó un baipás con una línea paralela (Colonia Elía - Belgrano), lo que generó un cambio en la topología de la red, la compañía omitió reflejar este cambio en el sistema de Desconexión Automática de Generación (DAG), cuya función es estabilizar el sistema eléctrico en caso de falla de una línea eléctrica, enviando una señal a las centrales eléctricas para que disminuyan la generación en función de la falla. De esta manera, los generadores no recibirían señal alguna de la caída de la línea en mantenimiento.
A las 7:06 del domingo, se produjo un cortocircuito en la línea que seguía en funcionamiento, lo que causó que salga del sistema toda la demanda eléctrica que provenía del sector al sur del cortocircuito. Esto debería haber desencadenado una señal automática de disminución de la generación eléctrica por parte del DAG, algo que nunca ocurrió por el error de Transener en no haber reprogramado este sistema.
Estos acontecimientos generaron una falla por 1200 MW en el DAG, un exceso de generación, y la pérdida de sincronismo de las centrales hidroeléctricas de Yacyretá y Salto Grande, lo que hizo perder otros 3200 MW. Desencadenando así un desbalance y baja en la frecuencia del Sistema Argentino de Interconexión. En 30 segundos el apagón alcanzaron a 50 millones de usuarios.
El noroeste y sur de Argentina fueron los que más problemas tuvieron para restablecer la electricidad. El litoral fue el primero que la recuperó. A las 13:30, la energía se había restablecido en el 75 % de Uruguay. A media tarde, 50000 personas recuperaron el suministro eléctrico en Argentina, y al norte de Río Negro, las ciudades costeras y las áreas metropolitanas de Uruguay, según lo confirmó el Gobierno de Uruguay a través de Twitter. A las 18 horas, las empresas Edenor y Edesur anunciaron vía Twitter el restablecimiento del servicio para el Área Metropolitana de Buenos Aires. A las 20:30 horas se restableció toda la energía.
Un informe de 2021 indicó que TRANSENER S.A llevó el sistema eléctrico argentino al colapso, a través de acciones contrarias a las obligaciones asumidas como prestador monopólico del servicio público de transporte de energía eléctrica. La investigación del ENRE se realizó junto a Facultad de Ingeniería de la Universidad de Buenos Aires; determinando que Transner empresa de Marcelo Midlin cometió errores operativos que afectaron la seguridad y confiabilidad del Sistema Argentino de Interconexión (SADI).Elminforme técnico señaló a los responsables políticos del apagón. El informe detalló que Gustavo Lopetegui culpó a Salto Grande y Yacyretá en un primer momento para ocultar y encubrir las responsabilidades de Transener, empresa que operaba y mantenía la línea afectada y Yacylec firma propiedad de Marcelo Mindlin y Mauricio Macri se encontraban relacionados con dichas compañías.
El Grupo Pampa Energía (Marcelo Mindlin) es co-controlante, de Transnener, mientras que el Grupo Macri  y el presidente Mauricio Macri era uno de los accionistas de Yacylec donde se originó el fallo.

## Impacto

### Argentina

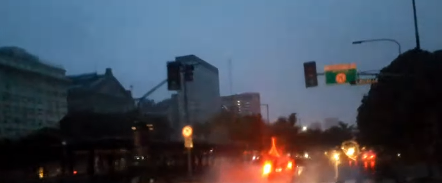
La Ciudad de Buenos Aires sin luz en las calles debido al apagón.

En Argentina, el apagón afectó a todas las provincias a excepción de Tierra del Fuego (que no pertenece al Sistema Argentino de Interconexión), la localidad cordobesa de Ticino y la localidad salteña de Los Toldos.

El distribuidor argentino de electricidad Edesur anunció en Twitter a las 7:50 de la mañana que toda Argentina y Uruguay habían perdido energía como resultado de un incidente. El apagón provocó interrupciones en el subte de Buenos Aires y en los trenes metropolitanos, semáforos, gasolineras, negocios, pero no afectó los vuelos aéreos. Debido a que la distribución del agua potable se ve afectada por el corte de energía, Agua y Saneamientos Argentinos, una de las mayores empresas de agua y saneamiento en Argentina, advirtió a las personas sin electricidad que limiten su uso del agua, ya que podían quedarse sin el servicio. Se instó a los pacientes médicos que dependían de energía en su hogar a que acudieran a los hospitales locales, donde aún funcionaban dispositivos similares, ya que estaban alimentados por generadores de respaldo. 

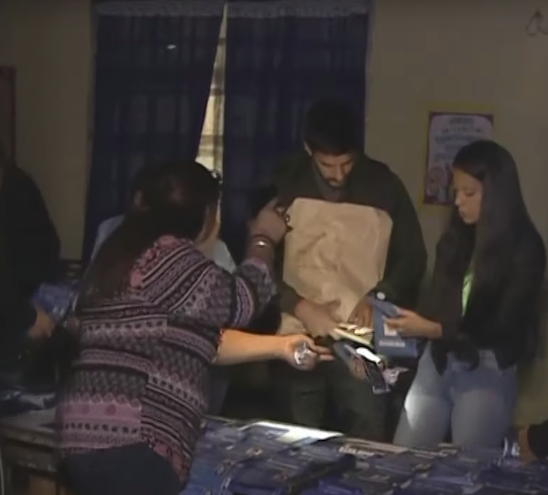
La provincia argentina de Formosa, votando sin luz, debido al apagón.

El gobierno de Mauricio Macri había sido advertido acerca de alta probabilidad de un apagón histórico por la fragilidad del sistema eléctrico. Sin embargo, diversos expertos señalaron que el gobierno ignoro las  advertencias y el por entonces presidente intentó cargar la culpa del histórico apagón en Transener luego de minimizar las alertas que había recibido a comienzos de año.
El apagón tuvo un impacto en las elecciones locales que se llevaban a cabo en las provincias argentinas de Santa Fe, San Luis y Formosa, donde la falta de luz obligó a los votantes a buscar o llenar las listas en la oscuridad, utilizando sus teléfonos móviles como linternas. En algunas regiones del país, las elecciones fueron pospuestas por las autoridades.La demanda de potencia eléctrica pasó en instantes de 13.000 MW a 1200 MW con una caída del 91% con un mínimo de 401,45 MW a las 8.40 hs.

En provincia de Entre Ríos, la compañía de distribución local ENERSA, operadora de coordinación del sistema en la Estación Transformadora Gran Paraná, difundía durante aquella mañana los siguientes reportes de situación:
Hora: 11:23 ⚠️ ¡Atención! Falla Masiva en el Sistema Argentino de Interconexión. Gracias a la configuración de nuestro sistema de distribución, el suministro en Entre Ríos pudo reponerse en un 95% hacia las 10:45. Gran parte del país sigue sin energía eléctrica. Continuaremos informando.
Hora: 12:15 ⚠️ *Situación de recuperación del SADI. Se encuentran normalizados aproximadamente 3700 MW sobre una demanda prevista (total nacional) de 15000 MW. Continúa el proceso de normalización de la red eléctrica desde la Región Litoral (desde la Central Hidroeléctrica de Salto Grande.) La demanda de la Provincia de Entre Ríos se normalizó totalmente, 
La Región de Cuyo (Mendoza y San Juan) continúa operando "en isla" con una demanda de 500 MW, normalizada al 60%. El sistema Patagónico lleva normalizados 100 MW. El proceso de normalización en la Región del Comahue continúa demorado por fallas en los arranques "en negro" de las centrales destinadas (El Chocón y Planicie Banderita.) La normalización de la demanda se realiza gradualmente, en función de la entrada en servicio de centrales térmicas. La Central Nuclear Atucha II se encuentra operativa generando 250 MW.
A las 16 tras más de siete horas sin respuesta oficial
Mauricio Macri en un breve mensaje de su Twitter,anunció en su cuenta privada la red social que «se produjo un corte de energía eléctrica en todo el país debido a una falla en el sistema de transporte del litoral», cuyas causas aún no podían precisar y agregó «se trata de un caso inédito».
Desde comienzos de año se habían dado diferentes advertencias entre ellas que una fue elevada por las cámaras que agrupan a las distintas empresas involucradas en la generación, transporte y distribución de energía en febrero de ese año al Secretarío de Energía Gustavo Lopetegui quién no le dio el crédito suficiente a la advertencia. por parte del secretario de Energía, Gustavo Lopetegui.
El secretario de Energía de la Nación, Gustavo Lopetegui junto a los funcionarios de Cammesa, Jorge Ruíz Soto, y de Transener, Carlos García Pereyra, de una «anormal desconexión total del sistema», y que «Las computadoras que rigen el sistema, al detectar desequilibrios que podrían causar daños mayores. Tras ello advirtió que "No tenemos información acerca de por qué ocurrió". Según el ministro "no hubo alertas y no es algo que el cerebro humano pueda detectar».
Un día después de los dichos del ministro se filtraron los documentos y comprobantes que advertían antes de que se produjera el apagón que hubo un alerta que fue ignorado por funcionarios nacionales,  Tras ese problema inicial que no fue atendido, hubo un efecto dominó y todas las centrales dejaron de funcionar. Un día después el Gobierno admitió que hubo un alerta y no reaccionóTres días después cuando los primeros indicios apuntaban a la responsabilidad de la Transener propiedad de Marcelo Midlin dueño además de Pampa Energía y Edenor está Última comprada meses antes al Primo del presidente Angelo Calcaterra.el gobierno se apresuró en culpar a la empresa binacional Yacyretá por el mismo. Tras un comunicado donde se admitía que no había datos sobre lo que pasó el gobierno macrista culpó a la central hidroeléctrica Yacyretá por el apagón.Ante esto, desde Yacyretá le respondieron a través de un comunicado: "Frente a las noticias que aparecen en diferentes medios de comunicación, la Entidad Binacional Yacyretá informa que el origen del corte de energía eléctrica en el Sistema Argentino de Interconexión (SADI) fue generado a raíz de un evento en un ámbito que es ajeno a las instalaciones de la Central Hidroeléctrica y que sus sistemas de protección de las Central funcionaron adecuadamente según las previsiones técnicas. 
Tras un nuevo silencio oficial de 48 hs después el secretario de energía en una entrevista al canal La Nación, dijo que  "Se cortó la luz por una asociación de eventos del que todavía no somos capaces de encontrar la razón" y calificó al apagón internacional como "una falla simple".
Tras una investigación comenzada en 2020 se determinó que Transener “[incurrió] en acciones negligentes ante el inicio de las disminuciones de frecuencia y las oscilaciones de potencia en las instalaciones" La investigación detalló que al menos cinco grandes generadoras (Embalse, Renova, Termoandes, El Bracho y Agua del Cajón) se desengancharon prematuramente del sistema apenas registraron problemas en la frecuencia, y que fallaron los sistemas de alivio de carga de 69 de las 74 distribuidoras, derivando en el colapso total de la red. Si generadores y distribuidores hubiesen respondido, el corte hubiera alcanzado solo al 40 por ciento del país y la recuperación habría sido más rápida.

### Otros países
Se ha informado que el apagón también afectó a Brasil y Chile, pero según el Operador Nacional del Sistema Eléctrico, las autoridades brasileñas no identificaron ningún impacto en la región sur de dicho país y el Coordinador del Sistema Eléctrico Chileno lo negó.
En Paraguay, afectó a los departamentos de Ñeembucú y Misiones debiendo utilizarse el suministro de energía de las centrales de Itaipú y Acaray.
En Uruguay, el apagón afectó a la zona del litoral. Solo algunos semáforos funcionaban, el alumbrado público estaba apagado y algunas gasolineras funcionaban pero sin luz.
Los cortes de luz afectaron a pacientes electrodependientes. El servicio de agua potable de Buenos Aires colapsó por falta de energía para bombeo.
El apagón conllevó la pérdida de alimentos e incluso la imposibilidad de atravesar con aire acondicionado y estufas eléctricas la ola de frío que cubría a gran parte del país.

## Investigación

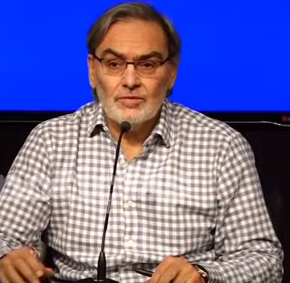
El entonces secretario de energía de Argentina, Gustavo Lopetegui, explicando las causas del apagón.

La investigación sobre la causa del incidente la llevó a cabo la empresa distribuidora Edesur junto con el gobierno argentino. Este último admitió que hubo una alerta que fue ignorada por las autoridades nacionales y la empresa eléctrica.
Según Edesur, el apagón fue debido a una falla de conexión que une a las represas de Yaciretá-Apipé y Salto Grande, donde se dio una señal de alerta que fue ignorada por los funcionarios nacionales. Las protecciones de las centrales generadoras, que salieron de funcionamiento y produjeron el apagón. Aun así la causa seguía siendo investigada. Un día después se presentó una denuncia penal responsabilidad de funcionarios del gobierno  entre ellos al secretario de Energía Gustavo Lopetegui, y empresarios como Marcelo Mindlin, de Pampa Energía por la administración de Transener, la encargada de transportar la energía de las generadoras a las distribuidoras.
Por otra parte, según el secretario de Energía Gustavo Lopetegui, el fallo que generó el apagón no fue «anormal», pero sí lo fue la «cadena de acontecimientos posteriores que causaron la desconexión total».
Estudios preliminares revelan que al menos cuatro fallas en el funcionamiento del sistema eléctrico coincidieron para causar la interrupción masiva del servicio y retrasar su solución. Dos afectaron al sistema eléctrico y condujeron al apagón, y otras dos complicaron la vuelta a la normalidad de la operatoria.
Se identificaron posibles fallas en las centrales eléctricas de AES, YPF Luz, Albanesi, Capex y Nucleoléctrica Argentina.
La primera falla ocurrió en el tramo de 500 KV entre Colonia-Elía/Mercedes, pero el apagado ("cierre") de esa línea fue exitoso y no provocó efectos en el sistema, dejando registrado para Transener y Cammesa un cortocircuito "fugaz", que el sistema apenas percibió. Pero la anomalía se repitió.

En pocos segundos se produjo otro cierre de características similares en el tramo de línea siguiente (Colonia Elía/Campana), cuyo cierre no fue exitoso quedando activa la línea, lo que implicó el apagado preventivo del sistema de alta tensión. Además, había un tramo de la línea en la que se estaba haciendo una obra para desplazar una torre de 120 metros de altura, que estaba sobre el río, hacia tierra firme. La torre nueva ya estaba levantada, pero el tramo nuevo aún estaba fuera de servicio. Cuando se produce la primera falla no resuelta, la línea de contingencia estaba inhabilitada. Todo ese tramo entre (los puntos) 411 y 413 estaba fuera de servicio. Este "bypass" se podría haber evitado, lo propusimos nosotros, pero el ahorro hubiese sido menor porque (así) permitió traer un flujo de energía más grande. Si no estaba el bypass, la contingencia hubiera sido mucho menor y quizás se hubiera resuelto de manera más simple. Trajimos un flujo mayor en función de los objetivos de poder volcarle al mercado (eléctrico) el máximo beneficio económico
Carlos García Pereira, Director General de Transener

Luego, a CAMMESA le tocó la tarea de rehabilitar la red eléctrica una vez que había dejado de funcionar y el mayor aporte eléctrico lo obtuvo desde Yacyretá que, por sus condiciones, tiene los motores para reiniciar el sistema. Así, con trabajo sincronizado, todas las centrales volvieron al sistema. Sin embargo, existieron algunas dificultades, como la demora de entrada en servicio de la Central de El Chocón (en Neuquén) y el arribo de energía proveniente desde la Central Nuclear de Embalse y desde otras centrales ubicadas en la Provincia de Córdoba.
Ante la teoría de un posible ciberataque, Lopetegui dijo que aunque no descartan ninguna posibilidad, un ciberataque «no está dentro de las alternativas primarias que se están considerando».

### Resultado de la investigación
El 3 de julio de 2019, diecisiete días luego del apagón en una audiencia en el senado se difundió un informe encargado a la Universidad Nacional de La Plata. Este indicó que el incidente se debió a un error operativo de la empresa de transporte de energía eléctrica de alta tensión Transener, al no haber reprogramado adecuadamente el sistema de Desconexión Automática de Generación (DAG) luego de sacar de servicio por mantenimiento una línea de alta tensión.
Posteriormente se presentó una denuncia para que se investigue la responsabilidad de funcionarios del gobierno de Mauricio Macri y empresarios cercanos al macrismo en el apagón que afectó a toda la Argentina y a más de 50 millones de usuarios. Entre los señalados se encontraban el secretario de Energía el político del Pro Gustavo Lopetegui, y empresarios como Marcelo Mindlin, dueño de Pampa Energía y Transener y uno de los principales aportantes de la campaña de Mauricio Macri.